# Quod erat demonstrandum
A quod erat demonstrandum kifejezés (rövidítve Q. E. D.) a latin nyelvből származik, jelentése: „ezt kellett bizonyítani” (szó szerint: „ami bizonyítandó volt”). A Q. E. D.-t matematikai levezetések végére szokták odaírni, jelezve, hogy a bizonyítás teljessé tételéhez szükséges eredményt elérték. Most már ritkábban használják, mint az elmúlt századokban.
A bizonyítás végét ma gyakran a ■ jellel (teli fekete négyzet) jelölik, melyet (angol nyelvterületen) sírkőnek (tombstone), illetve halmosnak is neveznek (Halmos Pál után, aki az 1950-es években bevezette a használatát az iff-fel, magyarul csakkor, azaz akkor és csak akkor-ral együtt). A sírkő sokszor nyitva van: □ (üres fekete négyzet). Újabb tankönyvek, jegyzetek azonban egészen különféle szimbólumokat használhatnak a helyettesítésére.
A rövidítést angol nyelvterületen és Hongkongban tréfásan a Quite Easily Done („egész könnyen megcsinálva”) vagy a hibás angolságú Question Easy Done („a kérdés könnyen megoldva”) értelemben is használják.
A bizonyítás ilyen lezárása Euklidészig nyúlik vissza, aki minden levezetés végére odaírta: „Éppen ezt kellett megmutatni” illetve ὅπερ ἔδει δεῖξαι (hóper édei deîxai). Ennek latin fordítása a quod erat demonstrandum, azaz Q. E. D.